# HSC Ingelheim
Der Handball-Sport-Club Ingelheim e. V. (HSC Ingelheim e. V.) ist ein Handballverein aus Ingelheim am Rhein im Landkreis Mainz-Bingen.
Der Verein wurde am 7. September 1967 gegründet. Er ist einer der größten Vereine in Rheinhessen und einer von wenigen Einzelspartenvereinen im Bereich Handball. Die erste Herrenmannschaft spielte von 1983 bis 1987 in der damals dritthöchsten Spielklasse des DHB, der Regionalliga.

## Geschichte
Handball in Ingelheim gab es schon vor 1945, jedoch nahm erst 1965 eine aktive Mannschaft den Spielbetrieb auf. Es wurde eine Abteilung Handball bei der SpVgg Ingelheim gegründet. Da die SpVgg sich jedoch mehr auf den Fußballsport konzentrierte, kam es am 7. September 1967 zur Gründung eines eigenständigen Handballvereins, dem HSC. Schnell entwickelte sich der Club, und der Damenmannschaft gelang im Jahre 1974 der Aufstieg in die Oberliga. Auch die Herrenmannschaft spielte im Jahr 1977 in der Oberliga. Die Entwicklung fand ihren Höhepunkt schließlich darin, dass man von 1983 bis 1987 in der Regionalliga als dritthöchster deutscher Klasse spielte.
In neuerer Zeit spielen nach einigen Auf- und Abstiegen die erste Herrenmannschaft (seit 2015) und die erste Damenmannschaft (seit 2013) in der Rheinhessenliga, der höchsten Spielklasse des Verbands.
Eine Spielgemeinschaft mit der DJK/SF Budenheim in der männlichen A-Jugend wurde 2015 Oberligameister aus dem Bereich Rheinland-Pfalz und Saarland. Für die darauf folgende Saison 2015/16 konnte sich die JSG Ingelheim/Budenheim für die A-Jugend-Bundesliga-Handball qualifizieren.
Die erste Herrenmannschaft stieg nach der Saison 2014/15 mit dem zweiten Platz in der Verbandsliga in die Rheinhessenliga auf, musste aber nach zwei Jahren den Gang zurück in die Verbandsliga gehen.
Zur Saison 2016/17 ging die Damenabteilung wieder mit 2 Mannschaften an den Start. Die Neugründung der Damen 2 ist eng mit den Namen Markus Bitz und Joachim Zajonz verbunden.
Um einen größeren Fokus auf Jugendarbeit zu legen und um sich breiter aufstellen zu können, hat der Verein im Jahr 2016 eine Jugendspielgemeinschaft mit der Handballabteilung der Turn- und Sportgemeinde 1891 e. V aus Ober-Hilbersheim gegründet. Weiter wurden Trainingsgruppen für weibliche Jugenden initiiert, die mittelfristig den Aufbau einer weiblichen Jugendabteilung ermöglichen sollen.

## Mannschaften
Der HSC Ingelheim stellt in der Saison 2017/18 drei aktive Herrenmannschaften, zwei Damenmannschaften und ist in der männlichen Jugendabteilung durchgehend von den Minis bis zur A-Jugend vertreten. Jugend-Mädchenhandball findet derzeit in einigen Trainingsgruppen statt, die mittelfristig auch am Spielbetrieb teilnehmen sollen.

### Platzierungen der Aktivenmannschaften Saison 2013/14
- 1. Damenmannschaft – Rheinhessenliga 12. Platz
- 1. Herrenmannschaft – Verbandsliga 4. Platz
- 2. Herrenmannschaft – Kreisliga 9. Platz
- 3. Herrenmannschaft – B-Klasse 5. Platz

### Platzierungen der Aktivenmannschaften Saison 2014/15
- 1. Damenmannschaft – Rheinhessenliga 10. Platz
- 1. Herrenmannschaft – Verbandsliga 2. Platz und Aufstieg in die Rheinhessenliga
- 2. Herrenmannschaft – Kreisliga 10. Platz
- 3. Herrenmannschaft – B-Klasse 5. Platz

### Platzierungen der Aktivenmannschaften Saison 2015/16
- 1. Damenmannschaft – Rheinhessenliga 10. Platz
- 1. Herrenmannschaft – Rheinhessenliga 8. Platz
- 2. Herrenmannschaft – Kreisliga 9. Platz
- 3. Herrenmannschaft – B-Klasse 8. Platz

### Platzierungen der Aktivenmannschaften Saison 2016/17
- 1. Damenmannschaft – Rheinhessenliga 10. Platz
- 2. Damenmannschaft – A-Klasse 4. Platz (nach Neugründung)
- 1. Herrenmannschaft – Rheinhessenliga 10. Platz und Abstieg in die Verbandsliga
- 2. Herrenmannschaft – Kreisliga 6. Platz
- 3. Herrenmannschaft – B-Klasse 8. Platz

## Veranstaltungen
Bekannt ist das jährlich stattfindende Rotweinpokalturnier, bei dem viele Mannschaften aus der Region teilnehmen.
Anlässlich des 40-jährigen Bestehens kam es im Jahr 2007 zu einem Spiel gegen den damaligen Bundesligisten TV Großwallstadt.
Im Jahr 2010 spielten die Ingelheimer Herren in einem Freundschaftsspiel gegen die Nationalmannschaft von Irland.
Zum 50ten Jubiläum konnte der Verein im Jahr 2017 den Bundesligisten MT Melsungen für ein Spiel gewinnen, bei dem rund 500 Zuschauer den Geburtstag des Vereins feierten.

## Persönlichkeiten
- Der ehemalige Bundesligaschiedsrichter Thorsten Zacharias trainierte die 1. Herrenmannschaft für mehrere Jahre.
- Mit Meike Schmelzer wurde eine Spielerin der  deutschen Nationalmannschaft in der Jugend des HSC ausgebildet.
- Robin Hübscher, aktuell im Kader des TV Hüttenberg spielte in der Jugend ebenso beim HSC.
- Der aktuelle Oberbürgermeister von Ingelheim Ralf Claus ist eingetragenes Mitglied des Vereins.
- Bärbel Wohlleben war Mitgründerin des Vereins und lange Jahre als Trainerin tätig.

### Gründer
1. Erich Buchholz,
2. Ernst Rudolf Bormann,
3. Karl Gresch,
4. Maria Gresch,
5. Horst May,
6. Gotthilf Göbel,
7. Dr. Dietrich Rehbinder,
8. Volker Reichert,
9. Bärbel Wohlleben

### Ehemalige Trainer
- Markus Bitz
- Thorsten Zacharias
- Thorsten Frank
- Markus Schäfer